# Arisaema balansae
Arisaema balansae är en kallaväxtart som beskrevs av Adolf Engler. Arisaema balansae ingår i släktet Arisaema och familjen kallaväxter. Inga underarter finns listade.